# Brandon Woudstra
Brandon Woudstra (Orange City, 30 settembre 1980) è un ex cestista statunitense.